# 聖克魯斯德爾基切

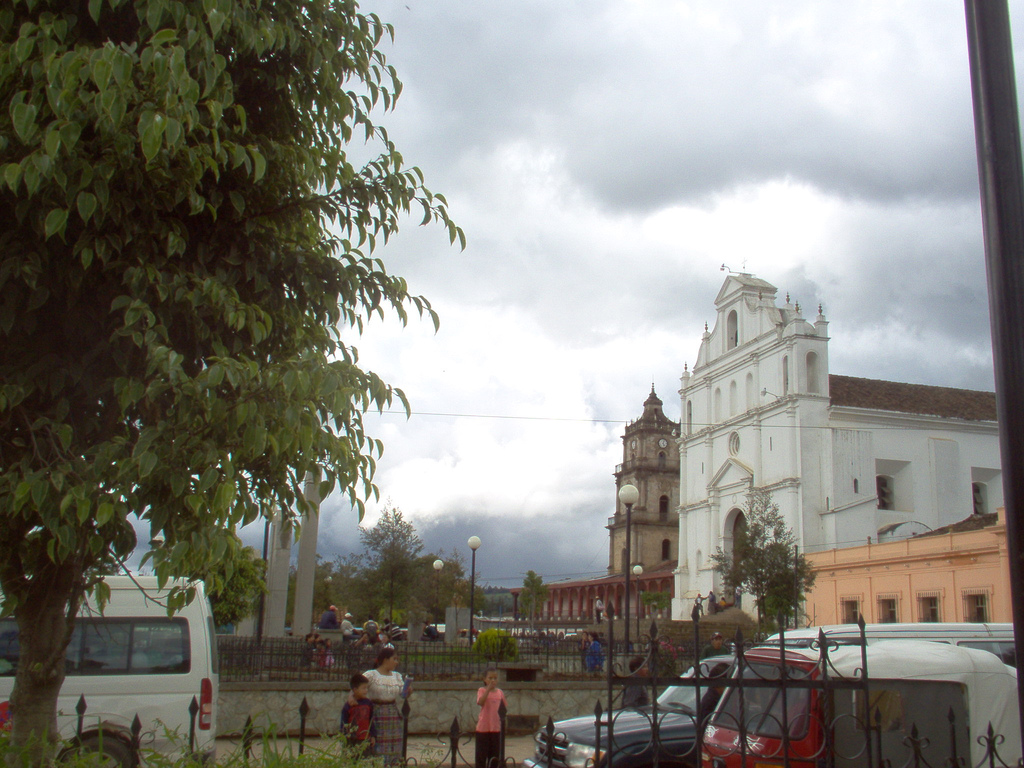

聖克魯斯德尔基切是危地馬拉的城市，也是基切省的首府，位於該國西南部，距離首都危地馬拉市160公里，始建於1539年，面積311平方公里，海拔高度2,021米，2002年人口20,870。

## 外部連結
- Santa Cruz del Quiché - Sistema de Información Municipal （页面存档备份，存于）
- INE - XI Censo Nacional de Poblacion y VI de Habitación (Censo 2002) （页面存档备份，存于）

1. ↑  焦震衡. . 北京市: 社会科学文献出版社. 2017年: 44. ISBN 9787509797983.